# Konstantin Dubrovin
Konstantin Dubrovin (Kiev, Ucrania, 4 de enero de 1977) es un nadador alemán retirado, pero nacido en Ucrania, especializado en pruebas de estilo libre. Fue medalla de bronce en 200 metros libres durante el Campeonato Europeo de Natación en Piscina Corta de 1996.
Ganó una medalla de bronce olímpica en los Juegos Olímpicos de Atlanta 1996 en la prueba de 4x200 metros libres.

## Palmarés internacional
| Juegos Olímpicos                                | Juegos Olímpicos         | Juegos Olímpicos  | Juegos Olímpicos |
| Año                                             | Lugar                    | Medalla           | Prueba           |
| ----------------------------------------------- | ------------------------ | ----------------- | ---------------- |
| 1996                                            | Atlanta (Estados Unidos) | Medalla de bronce | 4 × 200 m libre  |
| Campeonato Mundial de Natación en Piscina Corta |                          |                   |                  |
| Año                                             | Lugar                    | Medalla           | Prueba           |
| 1997                                            | Gotemburgo (Suecia)      | Medalla de oro    | 4 × 200 m libres |
| Campeonato Europeo de Natación en Piscina Corta |                          |                   |                  |
| Año                                             | Lugar                    | Medalla           | Prueba           |
| 1996                                            | Rostock (Alemania)       | Medalla de bronce | 200 m libres     |